# Joaquín Mucel Acereto
Joaquín Mucel Acereto (1888 - 1970) fue un militar revolucionario mexicano, nacido en Tampico, Tamaulipas y muerto en la Ciudad de México. Además de combatiente activo durante la revolución constitucionalista, fue gobernador del estado de Campeche y más tarde director del Heroico Colegio Militar. Combatió al huertismo en Piedras Negras al mando del general Venustiano Carranza y en Tamaulipas bajo las órdenes del general Lucio Blanco.

## Datos biográficos
Combatió durante las operaciones militares revolucionarias en Reynosa, San Fernando, y Güémez, Tamaulipas, atacando a las tropas del general Luis Caballero en Ciudad Victoria. Participó en el combate de Garza Valdés, donde puso en fuga a las fuerzas federales del general Rubio Navarrete. Cuando Venustiano Carranza entró en la capital de la República, el 15 de agosto de 1914, fue designado coronel, gobernador preconstitucional y comandante militar de Campeche. Viajó al sureste de México acompañado del mayor Eleuterio Ávila, quien iba con la misma misión, designado por el Jefe Máximo a Yucatán. Ambos fueron escoltados por las tropas del general Alberto Carrera Torres. Se embarcó en Coatzacoalcos en el vapor Tehuantepec rumbo al puerto de Progreso. Después, pasó por Mérida y en la noche del 9 de septiembre asumió el gobierno de Campeche a los 27 años de edad.
Durante la rebelión del coronel Abel Ortiz Argumedo en Yucatán, iniciada al desconocer este al gobernador Toribio de los Santos, participó con una brigada (Brigada Mucel) en la población de Hecelchakán y después en la célebre batalla de Halachó dando apoyo a Salvador Alvarado quien venía a la península de Yucatán para deponer al rebelde Ortiz Argumedo y hacerse cargo del gobierno preconstitucional de Yucatán. Por su participación en los hechos de armas que llevaron a Alvarado a asumir la gubernatura de Yucatán, el entonces joven Joaquín Mucel, fue ascendido a general de brigada.
Como gobernador en Campeche, Mucel puso orden en la administración pública, además de establecer el municipio libre y la Comisión Local Agraria, con la que inició el repartimiento y el estudio de restitución de terrenos, como antecedente de la reforma agraria en el estado. Lo sucedió en el cargo de gobernador de Campeche, Enrique Arias Solís.
En 1920 desempeñó el cargo de director del Colegio Militar en la Ciudad de México. A su muerte se le reconoció con honores como Veterano de la Revolución Mexicana.